# FID4SA – Fachinformationsdienst Südasien
Die ehemals als regionaler Schwerpunkt im FID Asien verortete Region Südasien wird seit Januar 2022 von der Deutschen Forschungsgemeinschaft im Rahmen des Förderprogramms „Fachinformationsdienste für die Wissenschaft“ als eigenständiger FID gefördert.
Der FID4SA wird von der Universitätsbibliothek Heidelberg und dem Südasien-Institut der Universität Heidelberg mit der CATS (Centrum für Asienwissenschaften und Transkulturelle Studien) Bibliothek / Abt. Südasien betrieben.

## Angebote

### Bereitstellung von Informationsressourcen

#### FID4SAimages
Die Universitätsbibliothek Heidelberg stellt für den FID4SA die technischen Infrastruktur für die Publikation und Archivierung digitaler Bild- und Objektsammlungen im Open Access bereit. Das Angebot dieser Dienstleistung richtet sich an ausgewählte Projekte aus dem Bereich der Südasienwissenschaften und Indologie.

### Elektronisches Publizieren im Open Access

#### FID4SA-Repository
Das FID4SA-Repository ist das Fachrepositorium des FID4SA und nutzt ebenfalls die technische Infrastruktur der Universitätsbibliothek Heidelberg. Die Publikationsplattform bietet Forschenden die Möglichkeit, ihre Veröffentlichungen aus allen Fachbereichen der Südasienwissenschaften und Indologie kostenlos und in elektronischer Form nach den Grundsätzen des Open Access online verfügbar zu machen. Auch die Bereitstellung elektronischer Zweitveröffentlichungen bereits gedruckt erschienener Schriften sowie Preprints als Vorabversionen wissenschaftlicher Publikationen sind möglich.

#### Heidelberg Asian Studies Publishing (HASP)
HASP ist ein Angebot zur Publikation von E-Journals und Monographien. HASP unterstützt Open Access als Publikationsmodell für die Verbreitung von Forschungsergebnissen und den freien Zugang zu wissenschaftlicher Information. Es werden sowohl Erstveröffentlichungen wissenschaftlicher Werke („goldener Weg“ des Open Access) als auch Zweitveröffentlichungen („grüner Weg“ des Open Access), d. h. die zusätzliche Veröffentlichung von einem bereits gedruckt erschienenen Werk publiziert.

### Archivierung von Forschungsdaten
Zusätzlich zu den E-Publishing Angeboten für Aufsätze, Bücher und Zeitschriften bietet der FID4SA Asienwissenschaftlerinnen und Asienwissenschaftlern die Möglichkeit, auch die zugehörigen Forschungsdaten dauerhaft archivieren zu lassen. Diese können direkt mit den Online-Publikationen bei Heidelberg Asian Studies Publishing (HASP) verknüpft werden.

### Bibliographien
In Zusammenarbeit mit Wissenschaftlerinnen und Wissenschaftlern hostet und betreut die UB Heidelberg im Kontext des FID4SA nachhaltige, datenbankgestützte Bibliographien mit relevanter Literatur zu verschiedenen südasienwissenschaftlichen Themen.

### Bereitstellung von Datenbanklizenzen
Im Kontext der aktuellen Förderung durch die DFG sorgt der FID4SA auch für die überregionale Bereitstellung lizenzpflichtiger digitaler Medien. Über sogenannte „FID Lizenzen“ werden die Angebote für die südasienwissenschaftliche Forschung und Lehre deutschlandweit zugänglich gemacht.

## Partner
Der FID4SA arbeitet eng mit südasienwissenschaftlichen Einrichtungen und Fachverbänden zusammen. Mit verschiedenen Partnern aus dem Bereich der Südasienwissenschaften werden Kooperationsvorhaben, z. T. im Rahmen von Satellitenprojekten, durchgeführt.
Der FID4SA pflegt dabei enge Kontakte zu anderen fachnahen Fachinformationsdiensten und ist Partner des FID-Netzwerks Asien.

Fachliche Kooperationen
- Ruhr-Universität Bochum - Centrum für Religionswissenschaftliche Studien
- Deutsche Gesellschaft für Asienkunde
- Max Weber Forum für Südasienstudien Delhi
- Stiftung Ernst Waldschmidt

Kooperationen mit anderen Fachinformationsdiensten
- FID Altertumswissenschaften - Propylaeum (UB Heidelberg)
- FID Kunst, Fotografie, Design - Arthistoricum.net (UB Heidelberg)
- FID Religionswissenschaft (UB Tübingen)